# Cuarta ola del feminismo
La cuarta ola del feminismo es una adaptación histórica sobre el movimiento feminista que plantea la existencia desde la segunda década del siglo XXI de un nuevo momento histórico en la lucha por los derechos de las mujeres.

## Antecedentes
La cuarta ola está considerada como continuación histórica de la primera ola del feminismo marcada por la reivindicación del voto para las mujeres con el movimiento sufragista en la segunda mitad del siglo XIX, la segunda ola con el movimiento de liberación que se desarrolló a lo largo de los años 70 y 80 del siglo XX vinculada a otras demandas, como los derechos reproductivos y sexuales y la tercera ola cuya conceptualización inicial se atribuye a la escritora y activista feminista Rebecca Walker cuando en 1992 publicó en la revista Ms: "Becoming the Third Wave", una tercera ola vinculada a la diversidad que implica el “ser mujer”, en términos de clase y étnicos.

## Conceptualización y objetivos

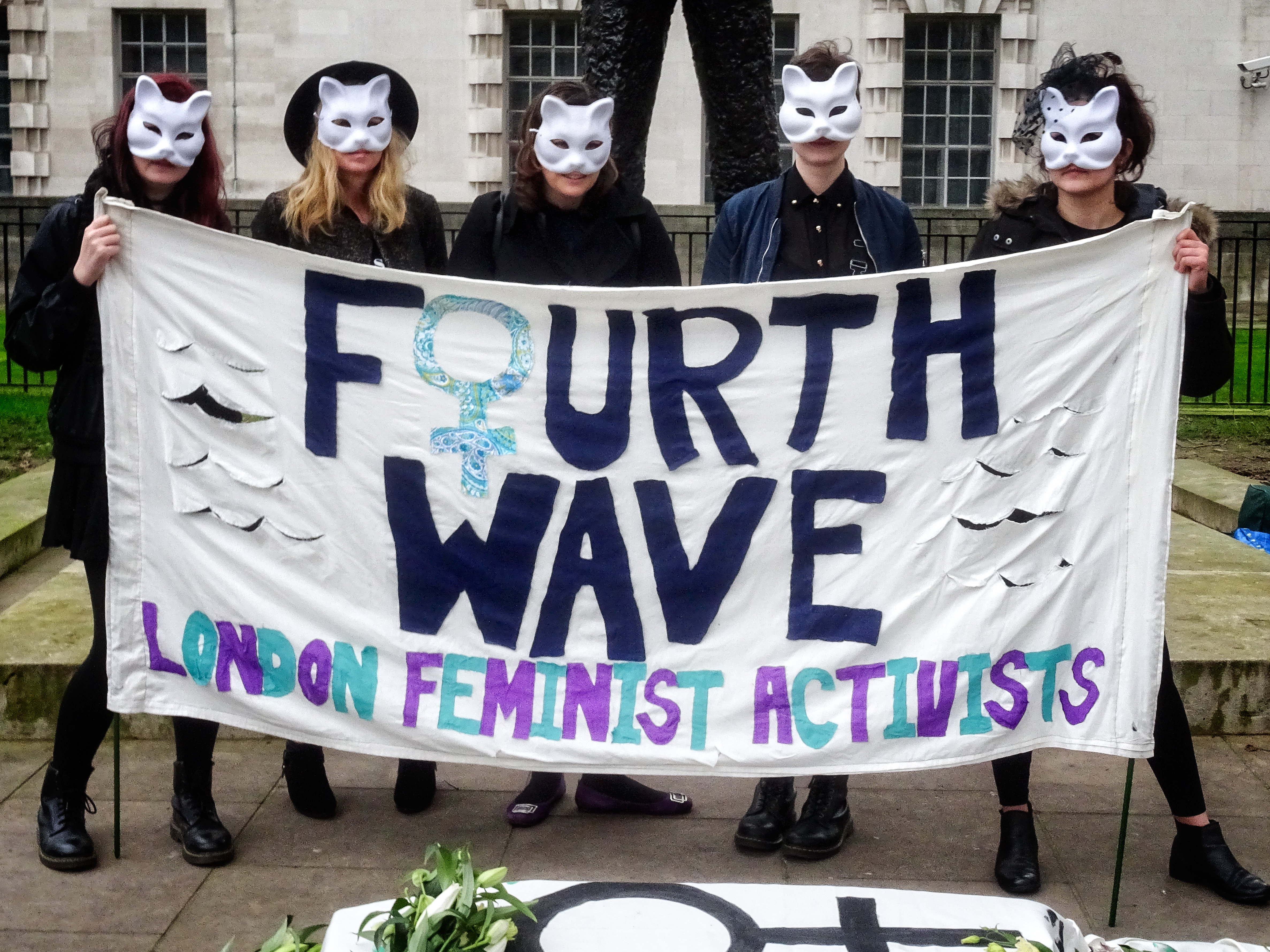
Londres, Día Internacional de la Mujer 2017

La conceptualización continúa perfilándose en la actualidad. Como movimiento de carácter internacional, además de definirse en torno a la reacción unánime frente a la violencia patriarcal, se caracteriza por la diversidad de debates alrededor de la desigualdad de las mujeres y la falta de reconocimiento de sus Derechos Fundamentales en los diversos ámbitos de las distintas sociedades a nivel mundial. Se manifiesta de forma reivindicativa a través de convocatorias a nivel nacional o internacional con importantes manifestaciones en las calles.
Por lo que este movimiento pretendía desafiar el orden imperante, relativizando la «naturaleza» de la mujer y su jerarquía entre los sexos, cuestionando de esta forma los privilegios masculinos. Todo esto quedó recogido en dos textos fundamentales del periodo: Declaración de los Derechos de la Mujer y la Ciudadana, de Olympe de Gouges, y Vindicación de los Derechos de la Mujer, de Mary Wollstonecraft.
La Cuarta Ola feminista recupera a las mujeres como sujeto político, señala la filósofa Alicia Miyares y entre los principales objetivos se sitúa el completar la agenda inconclusa de la paridad, que no se ha extendido más allá de la paridad en la representación política: periodistas, deportistas, científicas, académicas, editoras, juristas, actrices, etc.
La británica Prudence Chamberlain señala que el objetivo central de la Cuarta Ola es la justicia para las mujeres y de manera particular la denuncia contra el acoso sexual y la violencia hacia las mujeres.
Luisa Posada Kubissa, considera que la Cuarta Ola es un movimiento reactivo y una rebelión contra la configuración del "patriarcado violento"  expresado según la filósofa y teórica feminista con la violencia en sentido amplio: como violación, como acoso, como maltrato, como asesinato, como desigualdad económica y laboral, como pornografía, como prostitución, como trata… Hoy habría que añadir otros fenómenos de este poder sexualmente expresado, como la práctica de los vientres de alquiler.
La periodista argentina Florencia Alcaraz, del colectivo Ni Una Menos, iniciado en 2015 y que logró convocar una manifestación masiva en Buenos Aires contra los feminicidios señala la vinculación del feminismo a los movimientos sociales en esta Cuarta Ola “Es un feminismo popular, que se construye de abajo hacia arriba, que tiene un componente muy vinculado a los movimientos sociales y que habilita a muchas más a ser feministas” (...) “Se corrieron los márgenes y los límites y el feminismo logró llegar a muchísimas más mujeres”.
La Cuarta Ola feminista se articula a través de la creación de contenidos audiovisuales y escritos de carácter filosófico, político, económico, social, ecológico y cultural; académicos o no, y de la difusión de los mismos a través de las redes sociales y los medios de comunicación tradicionales.
Frente al desarrollo de un neoliberalismo caracterizado por frenar los avances legislativos y de políticas públicas encaminados a conseguir la igualdad plena entre mujeres y varones la Cuarta Ola del feminismo se configura como una respuesta sociopolítica, filosófica, económica y cultural que se suma al movimiento asociativo generando espacios que invitan a reflexionar, debatir y proponer soluciones prácticas y medidas legislativas que protejan la igualdad entre los sexos, los derechos fundamentales de la mujer y ayuden a erradicar la violencia machista en todas sus manifestaciones a nivel global.